# Il vento e il leone
Il vento e il leone (The Wind and the Lion) è un film del 1975 diretto da John Milius.

## Trama
Nel Marocco del 1904 un famoso capo berbero del Rif, Mulay Ahmad al-Raysuni (detto anche "il Raisuli"), rapisce una vedova statunitense con i suoi figli, chiedendo come riscatto la libertà dal colonialismo franco-spagnolo. Per liberare la donna e la sua prole intervengono allora i Marines, inviati dal presidente Theodore Roosevelt, che in cuor suo ammira il Raisuli. I suoi compagni fingono di tradire quest'ultimo, che viene consegnato a una guarnigione tedesca. I pochi Marines americani, convinti dalla vedova, attaccano i tedeschi, e anche i berberi, così come pianificato, assaltano il forte.

## Fantasia e realtà

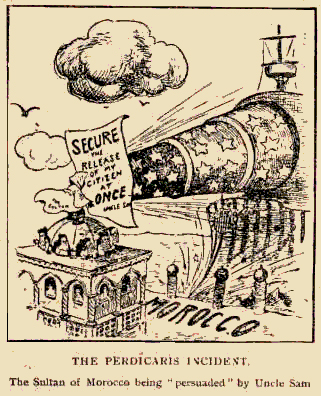
Vignetta sull'Affare Perdicaris pubblicata da un giornale statunitense dell'epoca

La realtà storica fu alquanto diversa: il rapimento (che durò dal 18 maggio al 21 giugno 1904) coinvolse Ion Hanford Perdicaris (e non Pedecaris) e il suo figlio adottivo, Cromwell Fleetwood Varley. Ion Hanford Perdicaris era un uomo greco di mezza età, professore e filantropo, ex cittadino americano di seconda generazione, che aveva però rinunciato al passaporto statunitense da almeno quarant'anni e che viveva con la famiglia a Tangeri.
Inoltre Alice, la figlia maggiore del presidente Roosevelt, rappresentata nel film come un'adolescente, all'epoca dei fatti aveva vent'anni.
Il vero Raisuli, pur avendo chiesto un riscatto in danaro, fu indubbiamente un patriota che cercava di difendere il Marocco dal colonialismo europeo con lo scopo di abbattere il corrotto potere sultanale.
Pur avendo gli Stati Uniti inviato la squadra navale sud atlantica per esercitare l'opportuna "pressione" risolutrice della crisi, non fu necessario alcuno sbarco di truppe sul suolo marocchino, né tantomeno che queste combattessero contro le truppe dell'Impero tedesco (che all'epoca non erano presenti in Marocco). Il film nelle scene finali lascia intendere che il Marocco sia destinato a diventare un protettorato statunitense, quando invece la potenza occidentale destinata ad esercitare (formalmente dal 1912) la sua influenza sull'area sarà la Francia. L'incidente venne molto enfatizzato dalla stampa statunitense dal momento che erano prossime le elezioni presidenziali in cui Roosevelt cercava la riconferma.
Ion Hanford Perdicaris e il suo rapitore divennero ottimi amici e l'incidente è considerato un esempio della sindrome di Stoccolma. Perdicaris al suo rientro negli Stati Uniti scrisse molti articoli sul Marocco fra cui una guida su come passare il tempo mentre si è rapiti, dal titolo: "How to Enjoy Captivity with Raisul by His Former Captive Mr. Ion Perdicaris". 
I dettagli dell'incidente (in particolare il fatto che la cittadinanza americana di Perdicaris era in dubbio) furono tenuti segreti fino al 1933, quando lo storico Tyler Dennett menzionò la crisi nella sua biografia di John Hay, Segretario di Stato statunitense dell'epoca, noto per la sua dichiarazione: "Gli Stati Uniti vogliono Perdicaris vivo o Raisuli morto". Nel 1975, Thomas H. Etzold descrisse il rapimento come "il caso di protezione più famoso nella storia americana".

## Produzione
La pellicola venne girata completamente in Spagna, in varie zone di Almeria; alcune delle scene degli esterni furono girate a Siviglia nella celebre Plaza de España; altre scene vennero realizzate a Huelva e a Madrid.

## Distribuzione
La prima del film avvenne a New York il 22 maggio 1975, con regolare distribuzione nelle sale cinematografiche il giorno dopo; in Gran Bretagna venne distribuito il 26 ottobre 1975, mentre in Italia il 23 dicembre dello stesso anno.